# Gästehaus Hohe Fahrt 14
Das Gästehaus Hohe Fahrt 14 ist ein universitätseigenes Gebäude am Ufer des Edersees in der Nähe des Ortes Asel (ca. zwei Kilometer von Vöhl entfernt). Es wurde 1936 für den Wassersport der Philipps-Universität Marburg errichtet und bietet heute Einrichtungen für Studierende und Angehörige der Universität sowie für Veranstaltungen wie Tagungen und Seminare.

## Geschichte und Nutzung
Das Gebäude wurde ursprünglich für den Wassersportbereich der Universität Marburg erbaut, speziell für Ruder- und Segelkurse. Heute wird es von der Universität für diverse Veranstaltungen genutzt und steht den Studierenden sowie Angehörigen der Universität zur Verfügung. Das Gelände ist auch für Freizeitaktivitäten geeignet. Es wird im Rahmen von Sportkursen und Gruppenaufenthalten genutzt und bietet Übernachtungsmöglichkeiten.
Das Gelände hat eine Größe von 11070 m² und befindet sich in einem Landschaftsschutzgebiet. Es war ursprünglich als Bootshaus konzipiert und wurde in den Jahren nach seiner Erbauung mehrfach erweitert und renoviert. Nach dem Zweiten Weltkrieg wurde es verstärkt für ganzjährige Aufenthalte genutzt, was zu zusätzlichen Ausbauarbeiten führte.

## Architektur
Das Bootshaus wurde als zweigeschossiger Baukörper mit einem Sockelgeschoss aus Bruchsteinen und einem Obergeschoss im Fachwerkstil mit Schieferverkleidung errichtet. Der Aufenthaltsraum im Obergeschoss ist mit einem umlaufenden Balkon versehen, der einen Blick über den Edersee und das Edertal bietet.
Das Untergeschoss beherbergt die sanitären Einrichtungen und die Bootshalle. In den Jahren 1967 bis 1970 wurden Verbesserungen an der Trinkwasserversorgung und der Abwasserentsorgung durchgeführt. Ein alter Brunnen auf dem Gelände wurde durch eine Wasserleitung aus der benachbarten Jugendherberge ersetzt, und eine biologische Kläranlage wurde installiert.
In den Jahren 1973/74 wurde das Gebäude um einen Anbau für eine Hausmeisterwohnung und zusätzliche WC-Anlagen erweitert. Weiterhin erfolgte in den Jahren 1975/76 eine Erweiterung des Hauptgebäudes nach Westen. Zu weiteren Verbesserungen des Geländes gehörten in den Jahren 1978/79 eine neue Garage, eine Schwimmsteganlage und eine Bootsbaracke. Diese Erweiterungen waren notwendig, da der Bootskeller im Untergeschoss des ursprünglichen Hauses zu klein geworden war.

## Ausstattung
Das Gästehaus bietet 12 Zimmer mit insgesamt 36 Betten, die jeweils mit Waschbecken und WC ausgestattet sind. Duschen und zusätzliche Toiletten befinden sich im Untergeschoss. Ein großer Speiseraum und ein Seminarraum bieten Raum für Gruppenaktivitäten und Veranstaltungen. Da das Haus als Selbstversorgerheim betrieben wird, existiert des Weiteren eine professionell ausgestattete Küche.